# Конхіологія
Конхіологія (від грец. Κόγχη, κογχύλιον — «раковина» і λόγος — «вчення») — розділ зоології, що вивчає раковини, переважно молюсків. Фахівці в області конхіології називаються конхіологами. У широкому сенсі — це наукове, напівнаукове або аматорське вивчення раковин молюсків.